# 769 هـ
769 هـ هي سنة في التقويم الهجري امتدت مقابلةً في التقويم الميلادي بين سنتي 1367 و1368.

## مواليد
- ابن الصائغ (خطاط)
- ططر الجركسي

## وفيات
- ابن النقيب الشافعي
- ابن عقيل
- أبو محمد عبد الله بن عقيل